# Saint-Loup-sur-Aujon

Saint-Loup-sur-Aujon este o comună în departamentul Haute-Marne din nord-estul Franței. În 2009 avea o populație de 170 de locuitori.

## Evoluția populației
| An        | 1975 | 1982 | 1990 | 1999 | 2006 | 2009 |
| --------- | ---- | ---- | ---- | ---- | ---- | ---- |
| Populație | 178  | 196  | 180  | 144  | 158  | 170  |